# Kyrsky (huyện)
Huyện Kyrsky (tiếng Nga: ? райо́н) là một huyện hành chính tự quản (raion), của Vùng Stavropol, Nga. Huyện có diện tích 3767 km², dân số thời điểm ngày 1 tháng 1 năm 2000 là 50900 người. Trung tâm của huyện đóng ở Kyrskaya.